# 유알우
임강애왕 유알우(臨江哀王 劉閼于, ? ~ 기원전 153년), 혹 유알(劉閼)은 중국 전한의 황족·제후왕으로, 첫 임강왕이다. 경제와 율희의 막내아들이다.

## 생애
경제 2년(기원전 155년) 3월 갑인일, 경제의 황자들을 제후왕으로 봉하면서 임강왕으로 봉해졌다. 임강애왕 3년(기원전 153년) 가을에 죽었고, 아들이 없어서 봉국은 폐지되었다.

## 가계
- 전한 경제 = 율희
  - 임강민왕 유영
  - 하간헌왕 유덕
  - 임강애왕 유알우